# 马来西亚银行列表
本条目列出马来西亚的银行及金融机构。

## 中央银行
- 马来西亚国家银行

## 依资产排列的马来西亚十大银行
最新数据为2023年12月31日
| 排行 | 银行       | 总资产（马币）    |
| 1    | 马来亚银行 | 1,027,700,000,000 |
| 2    | 联昌银行   | 733,600,000,000   |
| 3    | 大众银行   | 510,600,000,000   |
| 4    | 兴业银行   | 328,700,000,000   |
| 5    | 丰隆银行   | 280,000,000,000   |
| 6    | 大马银行   | 194,000,000,000   |
| 7    | 大华银行   | 142,000,000,000   |
| 8    | 人民银行   | 120,000,000,000   |
| 9    | 华侨银行   | 110,000,000,000   |
| 10   | 汇丰银行   | 78,400,000,000    |

## 马来西亚商业银行
依羅馬字母排列
- 艾芬银行（Affin Bank）
- 农业银行 （Agro Bank）
- 安联银行（Alliance Bank）
- 大馬銀行（AmBank）
- 联昌银行（CIMB Bank）
- 丰隆银行（Hong Leong Bank）
- 马建屋银行 （MBSB Bank）
- 馬來亞銀行（MayBank）
- 大眾銀行（Public Bank）
- 興業銀行（RHB Bank）
- 马来西亚伊斯兰银行（Bank Islam Malaysia Berhad ）
- 马来西亚伊斯兰社会义务银行 （Bank Muamalat Malaysia）

## 外国商业银行
依字母排列的外国合法商业银行 （页面存档备份，存于）
- 法國巴黎銀行
- 盤谷銀行
- 美國銀行
- 中国银行
- 三菱日聯銀行
- 中国建设银行 [2]
- 花旗银行
- 德意志银行
- 汇丰银行
- 印度国际银行(India International Bank (Malaysia) Berhad)
- 中国工商银行
- 印尼伊斯兰社会义务银行（Bank Muamalat）
- 摩根大通
- 瑞穗銀行
- 阿布扎比国家银行(National Bank of Abu Dhabi Malaysia Berhad)
- 華僑銀行
- 渣打集團
- 三井住友銀行
- 加拿大豐業銀行
- 苏格兰皇家银行(The Royal Bank of Scotland Berhad) (退出马来西亚中) [3]
- 大华银行